# Antonio Cairoli
Antonio Cairoli   (Patti, 23 de setembre de 1985), conegut també com a Tony Cairoli, és un antic pilot de motocròs italià que va ser nou vegades Campió del Món, xifra que el situa com al segon pilot amb més títols aconseguits en la història d'aquest campionat. Al mateix temps, en acabar-se la temporada del 2023 ocupava el tercer lloc al rànquing de victòries en Grans Premis de motocròs amb un total de 94, per darrere de Jeffrey Herlings i Stefan Everts.
Al llarg de la seva carrera, Cairoli va competir també en Supercross, disciplina en què va guanyar dos campionats d'Europa.

## Trajectòria esportiva
Cairoli debutà en competició a set anys, en curses de minicross, guanyant-ne diversos títols regionals i, el 1999, el campionat sènior. Seguidament, anà passant per totes la resta de categories (Elit, Cadet, Europeu 85) fins que l'any 2001 arribà a la categoria dels 125 cc, guanyant-ne el títol regional i estatal cadets.
El 2003 debutà al Campionat del Món, despuntant ja el 2004, en què guanyà una cursa (a Loket, República Txeca) i acabà en tercera posició final. L'any següent (2005) acabà segon al campionat italià de 125cc i esdevingué Campió del Món de la categoria MX2, tot i la lesió patida al Gran Premi dels Països Baixos, al circuit de Lierop.

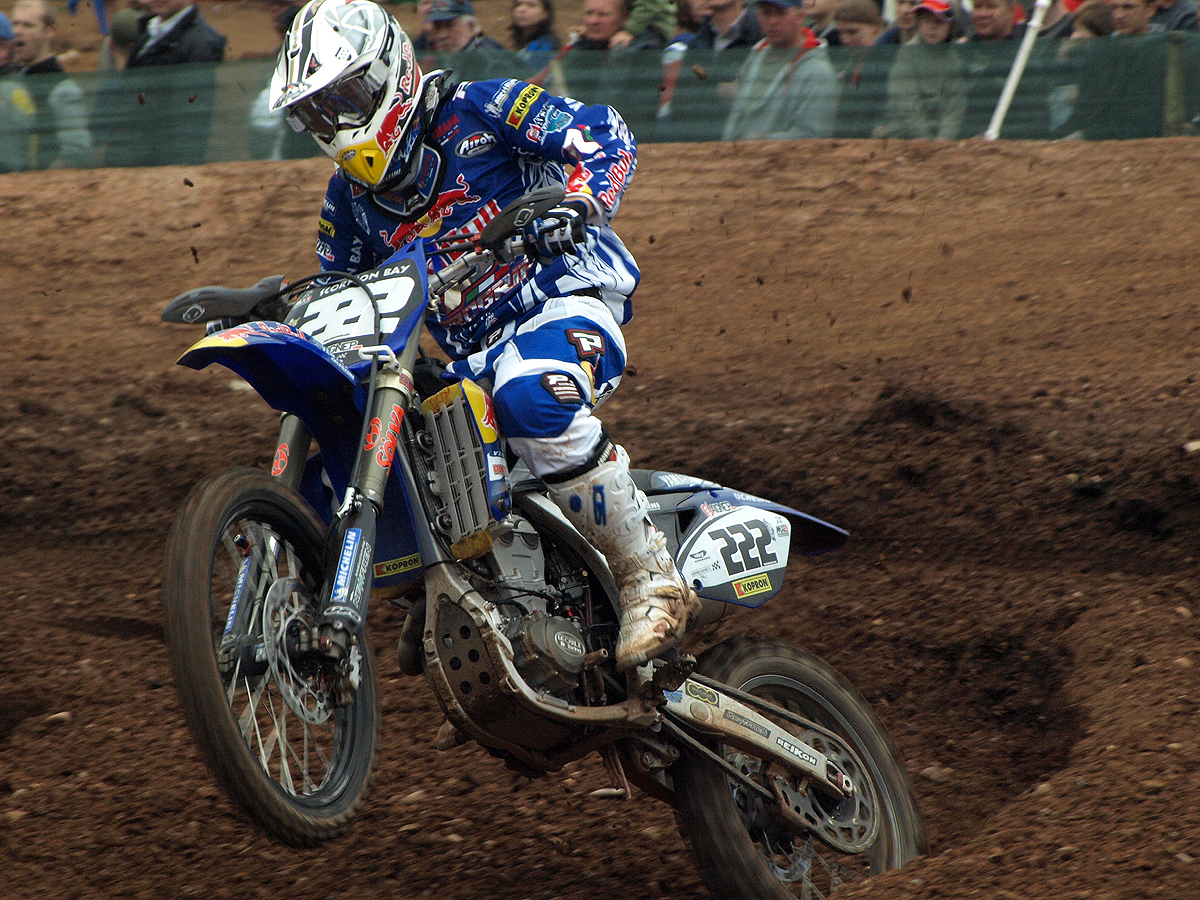
Cairoli amb la Yamaha el 2008

El 2006 no reeixí a repetir la gesta a causa d'una manca d'atenció per part del fabricant i per una lesió al canell que patí a la darrera cursa del campionat del 2005, que endarrerí força la seva preparació hivernal. Malgrat tot, acabà subcampió del món de MX2 rere Christophe Pourcel. Aquell mateix 2006 acabà Campió d'Europa de Supercross i campió d'Itàlia absolut en MX2. A més a més, aconseguí una històrica victòria individual davant els intocables pilots estatunidencs en una mànega del Motocross des Nations, disputat a Anglaterra.
El 2007 tornà a fer servir el dorsal 222, que ja li havia dut sort en el passat, i casualment dominà el mundial del començament a la fi, guanyant gairebé totes les curses i obtenint el títol amb dos Grans Premis d'anticipació, el 19 d'agost. Tot seguit, la seva escuderia li oferí de participar en una cursa del Mundial de MX1 per permetre a Yamaha de conquerir el títol de constructors (atesa l'absència de Joshua Coppins per lesió) i Cairoli hi obtingué una sorprenent victòria. Era el GP de Gran Bretanya, el 26 d'agost. D'ençà de la temporada 2008, la seva Yamaha passava a lluir els brillants colors blaus de la marca al costat dels famosos groc i vermell de l'espònsor Red Bull (els nous gràfics de la moto eren obra de Why Stickers). Aquella temporada, Cairoli es lesionà al genoll quan liderava el campionat, acabant doncs la temporada sense poder defensar el seu títol mundial.

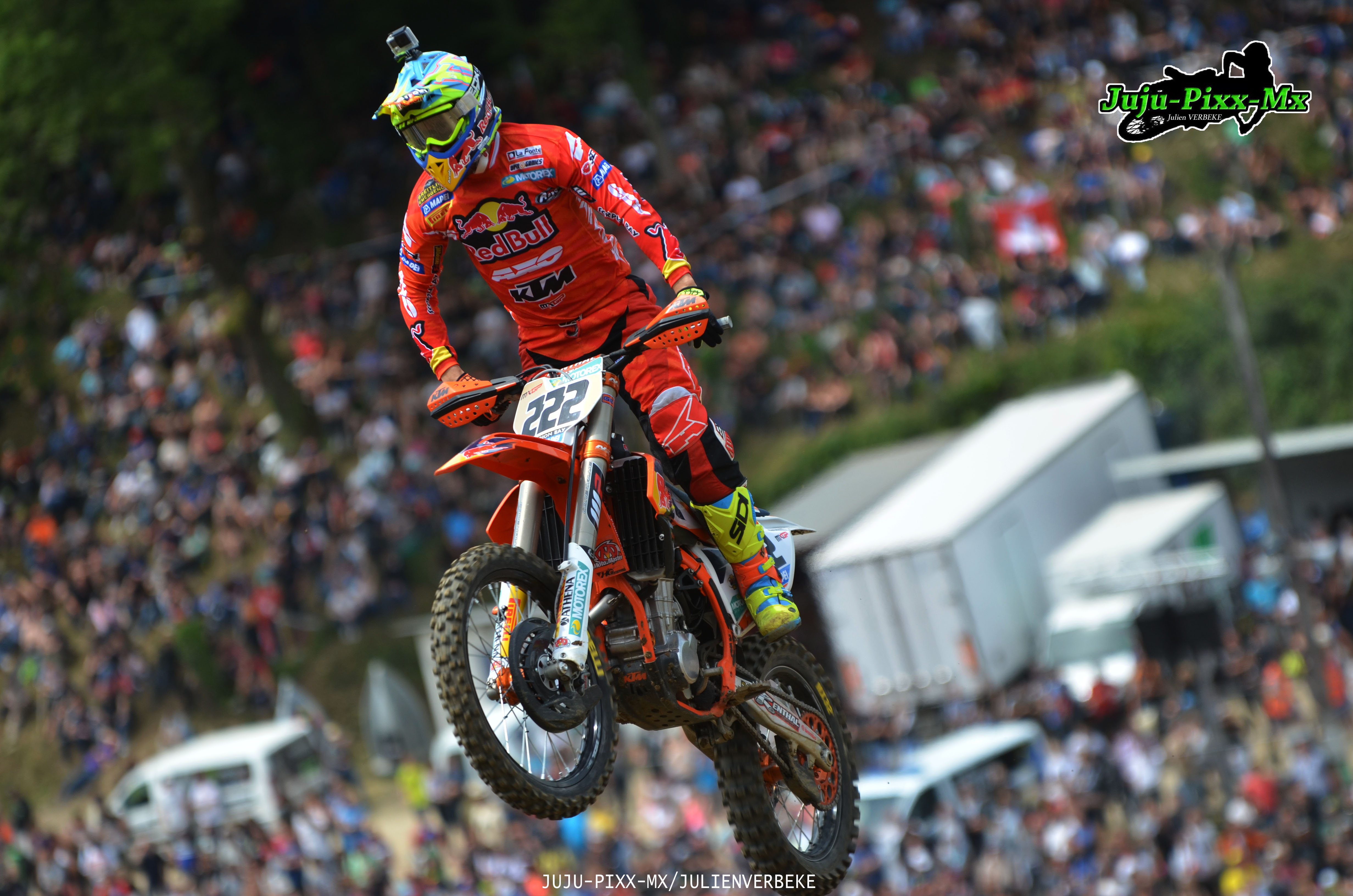
Cairoli al GP de França del 2015

El 2009 començà la seva primera temporada a MX1 guanyant-ne la segona cursa. Guanyà el mundial el 30 d'agost després del GP dels Països Baixos (Lierop), amb una cursa d'anticipació sobre el seu màxim rival, l'oficial de KTM Maximilian Nagl. De sobte, a final de temporada entrà a l'equip oficial de KTM acompanyat de gran part del staff que l'havia acomboiat durant les passades temporades. El 2010 Cairoli debutà en competició internacional amb la KTM, pilotant la nova 350cc i conquerint-hi el seu segon títol mundial de MX1. Del 2011 al 2014 va aconseguir quatre campionats consecutius de MX1/MXGP. El 2017 va obtenir el seu darrer títol en la màxima categoria.
Cairoli va manifestar en alguna ocasió que el seu somni era disputar el Campionat AMA de supercross, als EUA. La seva carrera es va allargar fins al 2022, en què es va retirar i va esdevenir director de l'equip de competició Red Bull KTM Factory Racing.

## Palmarès

### Resultats per any
Font:
| Any          | Motocicleta  | Campionat del Món | Campionat del Món | MXDN | C. d'Itàlia  | Supercross | Supercross  | Títols |
| Any          | Motocicleta  | MX1               | MX2               | MXDN | C. d'Itàlia  | C. Eur.    | C. Britànic | Títols |
| ------------ | ------------ | ----------------- | ----------------- | ---- | ------------ | ---------- | ----------- | ------ |
| 2001         | ?            | -                 | -                 | -    | 1r Cadet     | -          | -           | 1      |
| 2002         | ?            | -                 | -                 | -    | 1r Júnior    | -          | -           | 1      |
| 2003         | ?            | -                 | -                 | -    |              | -          | -           | -      |
|              |              |                   |                   |      |              |            |             |        |
| 2004         | Yamaha       | -                 | 3r                |      |              |            |             | -      |
| 2005         | Yamaha       | -                 | 1r                |      |              |            |             | 1      |
| 2006         | Yamaha       | -                 | 2n                | 1r   | 1r MX2       | 1r         |             | 2      |
| 2007         | Yamaha       | -                 | 1r                |      | 1r MX2       | 1r         | 1r          | 4      |
| 2008         | Yamaha       | -                 | 6è                |      | 1r MX1       |            |             | 1      |
| 2009         | Yamaha       | 1r                | -                 | 1r   | 2n MX1       |            |             | 1      |
| 2010         | KTM          | 1r                | -                 |      |              |            |             | 1      |
| 2011         | KTM          | 1r                | -                 |      |              |            |             | 1      |
| 2012         | KTM          | 1r                | -                 | 1r   | 1r MX1       |            |             | 2      |
| 2013         | KTM          | 1r                | -                 | 1r   | 1r MX1/Elite |            |             | 3      |
|              |              | MXGP              | MX2               |      |              |            |             |        |
| 2014         | KTM          | 1r                | -                 |      | 1r Elite     |            |             | 2      |
| 2015         | KTM          | 7è                | -                 |      | 1r MX1/Elite |            |             | 2      |
| 2016         | KTM          | 2n                | -                 |      |              |            |             | -      |
| 2017         | KTM          | 1r                | -                 |      | 1r MX1/Elite |            |             | 3      |
| 2018         | KTM          | 2n                | -                 |      | 1r MX1/Elite |            |             | 2      |
| 2019         | KTM          | 10è               | -                 |      | 1r MX1/Elite |            |             | 2      |
| 2020         | KTM          | 3r                | -                 |      |              |            |             | -      |
| 2021         | KTM          | 6è                | -                 | 1r   |              |            |             | -      |
| Total títols | Total títols | 7                 | 2                 | 0    | 17           | 2          | 1           | 29     |
|              |              | 9 mundials        |                   |      |              |            |             |        |

Notes
1. ↑  Al total de títols s'hi compten tots els campionats estatals i internacionals guanyats
2. 1 2 3 4  Victòria individual en una mànega
3. ↑  Victòria individual absoluta

#### Resultats per Gran Premi
(Llegenda)
| Any Campionat | Rda 1 | Rda 2 | Rda 3 | Rda 4 | Rda 5 | Rda 6 | Rda 7 | Rda 8 | Rda 9 | Rda 10 | Rda 11 | Rda 12 | Rda 13 | Rda 14 | Rda 15 | Rda 16 | Rda 17 | Rda 18 | Rda 19 | Rda 20 | Posició mitjana | % Podis | Posició |
| ------------- | ----- | ----- | ----- | ----- | ----- | ----- | ----- | ----- | ----- | ------ | ------ | ------ | ------ | ------ | ------ | ------ | ------ | ------ | ------ | ------ | --------------- | ------- | ------- |
| 2004 MX2      | 8     | 5     | 5     | 5     | 3     | OUT   | 5     | 4     | 13    | 7      | 3      | 1      | 4      | 2      | 3      | -      | -      | -      | -      | -      | 4,85            | 36%     | 3r      |
| 2005 MX2      | 5     | 2     | 1     | 6     | 7     | 2     | 20    | 1     | OUT   | 1      | 3      | 1      | 1      | 1      | 11     | 5      | 10     | -      | -      | -      | 4,81            | 56%     | 1r      |
| 2006 MX2      | 7     | 8     | 3     | 5     | 2     | 6     | 2     | 2     | 1     | 6      | 4      | 1      | 3      | 2      | 1      | -      | -      | -      | -      | -      | 3,53            | 60%     | 2n      |
| 2007 MX2      | 1     | 1     | 1     | 1     | 1     | 2     | 1     | 1     | 1     | 2      | 2      | 8      | 1      | OUT    | 1      | -      | -      | -      | -      | -      | 1,71            | 93%     | 1r      |
| 2008 MX2      | 2     | 4     | 1     | 7     | 1     | 1     | 10    | 2     | 1     | DNF    | OUT    | OUT    | OUT    | OUT    | OUT    | -      | -      | -      | -      | -      | 3,22            | 67%     | 6è      |
| 2009 MX1      | 5     | 6     | 1     | 2     | 1     | 3     | 8     | 3     | 1     | 1      | 2      | 3      | 4      | 6      | 9      | -      | -      | -      | -      | -      | 3,60            | 60%     | 1r      |
| 2010 MX1      | 2     | 1     | 1     | 2     | 4     | 1     | 2     | 4     | 2     | 1      | 1      | 1      | 1      | 1      | DNF    | -      | -      | -      | -      | -      | 1,71            | 86%     | 1r      |
| 2011 MX1      | 9     | 1     | 5     | 2     | 2     | 2     | 1     | 3     | 2     | 1      | 1      | 2      | 1      | 1      | OUT    | -      | -      | -      | -      | -      | 2,35            | 86%     | 1r      |
| 2012 MX1      | 1     | 3     | 2     | 1     | 8     | 1     | 3     | 1     | DNF   | 1      | 1      | 1      | 1      | 1      | 1      | 1      | -      | -      | -      | -      | 1,80            | 93%     | 1r      |
| 2013 MX1      | 2     | 1     | 1     | 1     | 2     | 2     | 1     | 1     | 3     | 1      | 1      | 1      | 1      | 1      | 5      | 2      | 7      | 3      | -      | -      | 2,00            | 89%     | 1r      |
| 2014 MXGP     | 3     | 1     | 1     | 5     | 1     | 1     | 4     | 1     | 3     | 1      | 5      | 1      | 1      | 3      | 1      | 3      | 3      | -      | -      | -      | 2,23            | 82%     | 1r      |
| 2015 MXGP     | 4     | 3     | 3     | 2     | 11    | 1     | 1     | 3     | 13    | 9      | 7      | 5      | OUT    | OUT    | OUT    | OUT    | OUT    | OUT    | -      | -      | 6,89            | 50%     | 7è      |
| 2016 MXGP     | 5     | 5     | 4     | 2     | 6     | 2     | 1     | 1     | 7     | 4      | 6      | 4      | 7      | 3      | 1      | 2      | 14     | 2      | -      | -      | 4,22            | 44%     | 2n      |
| 2017 MXGP     | 1     | 4     | 7     | 2     | 1     | 4     | 2     | 1     | 2     | 5      | 1      | 1      | 1      | 2      | 3      | 7      | 3      | 4      | 15     | -      | 3,47            | 63%     | 1r      |
| 2018 MXGP     | 2     | 2     | 1     | 3     | 2     | 3     | 2     | 6     | 2     | 2      | 1      | 2      | 4      | 2      | 2      | 7      | 4      | 8      | 2      | OUT    | 3,00            | 74%     | 2n      |
| 2019 MXGP     | 1     | 1     | 1     | 2     | 2     | 7     | 1     | 8     | 11    | OUT    | OUT    | OUT    | OUT    | OUT    | OUT    | OUT    | OUT    | OUT    | -      | -      | 3,78            | 67%     | 10è     |
| 2020 MXGP     | 3     | 4     | 13    | 1     | 4     | 3     | 4     | 1     | 8     | 4      | 2      | 6      | 9      | 3      | 5      | 1      | 5      | 12     | -      | -      | 4,89            | 39%     | 3r      |
| 2021 MXGP     | 10    | 1     | 3     | 2     | 2     | 5     | 5     | 5     | 3     | OUT    | 7      | 5      | 5      | DNS    | 1      | 5      | 3      | 15     | -      | -      | 4,81            | 44%     | 6è      |